# 4 × 100 meter stafett för damer i friidrott vid olympiska sommarspelen 2024

Officiell video på loppet.

Damernas 4 x 100 meter stafett vid olympiska sommarspelen 2024 avgjordes den 8 och 9 augusti 2024 på Stade de France i Paris, Frankrike. 16 nationer deltog i tävlingen. Det var 23:e gången grenen fanns med i ett OS och den har funnits med i varje OS sedan 1924.
I finalen fick Storbritanniens Dina Asher-Smith en bra start och tog ledningen med Tysklands Alexandra Burghardt på andra plats och USA:s Melissa Jefferson, Jamaicas Alana Reid och Schweizs Salomé Kora ungefär jämlika på tredje plats. På andra sträckan behöll Imani-Lara Lansiquot Storbritanniens ledning och Twanisha Terry placerade USA klart på andra plats efter en stark insats. Gémima Joseph sprang bra och placerade Frankrike på tredje plats. Under andra växlingen hade amerikanen Gabrielle Thomas handen ute en lång stund innan Terry kunde hitta den med stafettpinnen, vilket kostade USA lite tid.
På tredje sträckan sprang Gina Lückenkemper snabbt i kurvan och förde fram Tyskland till Storbritannien i ledningen. Frankrike låg trea, lite före USA inför den sista överlämningen. Vid växlingen hade Tyskland en knapp ledning och lämnade över till Rebekka Haase, som hamnade lite före Storbritannien med Daryll Neita. USA hade Sha'Carri Richardson på sista sträckan. Hon vände sig om för att försäkra sig om att stafettpinnen kom i hennes hand. Neita kämpade på upploppet och kunde ta in på Haase men det var Richardson som sprang starkast. Hon kom ut ur massan och sedan tog sig förbi Neita och Haase halvvägs ner på raksträckan. Neita tog sig förbi Hasse för andra platsen. I ledning tittade Richardson bakåt för att försäkra sig att hon var först över mållinjen.
| Spel                           | Guld                                                                          | Silver                                                                        | Brons                                                                      |
| Damernas 4 x 100 meter stafett | USA Melissa Jefferson, Twanisha Terry, Gabrielle Thomas, Sha'Carri Richardson | Storbritannien Dina Asher-Smith, Imani-Lara Lansiquot, Amy Hunt, Daryll Neita | Tyskland Alexandra Burghardt, Lisa Mayer, Gina Lückenkemper, Rebekka Haase |

## Kvalificering till OS-grenen
Sexton lag kunde kvalificera sig till damernas 4 x 100 meter stafett vid olympiska spelen 2024. Kvalificeringsperioden pågick mellan den 1 juli 2023 och den 30 juni 2024. 30 nationer kvalificerade sig till 4 x 100 meter stafett i tävlingen World Athletics Relays 2024 som hölls i Nassau, Bahamas den 4 och 5 maj 2024 och fungerade som kval till stafettgrenarna vid OS 2024. Genom tävlingen kvalificerade sig fjorton lag till grenen vid OS 2024. Ytterligare två platser gick till nationer med högst världsrankning som inte redan var kvalificerade. 
| Kvalificering via           | Antal | Nationer |
| --------------------------- | ----- | --- |
| World Athletics Relays 2024 | 14    | Australien Elfenbenskusten Frankrike Italien Jamaica Kanada Nederländerna Nigeria Polen Schweiz Storbritannien Trinidad och Tobago Tyskland USA |
| Världsrankning              | 2     | Spanien Belgien |
| Totalt                      | 16    | |

## Schema
Alla tider är CET.
| Datum          | Tid   | Omgång |
| -------------- | ----- | ------ |
| 8 augusti 2024 | 11:10 | Kval   |
| 9 augusti 2024 | 19:30 | Final  |

## Rekord
Innan tävlingens start fanns följande rekord:
| Rekord           | Nation                                                                   | Tid (s) | Plats                  | Datum           |
| ---------------- | ------------------------------------------------------------------------ | ------- | ---------------------- | --------------- |
| Världsrekord     | USA Tianna Madison, Allyson Felix, Bianca Knight, Carmelita Jeter        | 40,82   | London, Storbritannien | 10 augusti 2012 |
| Olympiskt rekord | USA Tianna Madison, Allyson Felix, Bianca Knight, Carmelita Jeter        | 40,82   | London, Storbritannien | 11 augusti 2012 |
| Säsongsbästa     | Storbritannien Dina Asher-Smith, Imani Lansiquot, Amy Hunt, Daryll Neita | 41,55   | London, Storbritannien | 20 juli 2024    |

| Område                                   | Tid (s)    | Idrottare                                                                 | Nation           |
| ---------------------------------------- | ---------- | ------------------------------------------------------------------------- | ---------------- |
| Afrika                                   | 41,90      | Murielle Ahouré-Demps, Marie-Josée Ta Lou, Jessika Gbai, Maboundou Koné   | Elefenbenskusten |
| Asien                                    | 42,23      | Lin Xiao, Li Yali, Liu Xiaomei, Li Xuemei                                 | Kina             |
| Europa                                   | 41,37      | Silke Möller, Sabine Rieger-Günther, Ingrid Auerswald-Lange, Marlies Göhr | Östtyskland      |
| Nordamerika, Centralamerika och Karibien | 40,82 0VR0 | Tianna Madison, Allyson Felix, Bianca Knight, Carmelita Jeter             | USA              |
| Oceanien                                 | 42,48      | Ella Connolly, Bree Masters, Kristie Edwards                              | Australien       |
| Sydamerika                               | 42,29      | Evelyn dos Santos, Ana Lemos, Franciela Krasucki, Rosângela Santos        | Brasilien        |

## Resultat
Noteringarnas förklaring finns längst ner.

### Kval
Första omgången bestod av två kvalsheat. ÖDe tre första teamen i varje heat 0Q0 plus två team på tid 0q0 gick vidare till final.

#### Kval 1
| Placering | Bana | Nation          | Tävlande                                                                        | Tid   | Noteringar |
| --------- | ---- | --------------- | ------------------------------------------------------------------------------- | ----- | ---------- |
| 1         | 6    | USA             | Melissa Jefferson, Twanisha Terry, Gabrielle Thomas, Sha'Carri Richardson       | 41,94 | 0Q0        |
| 2         | 7    | Tyskland        | Sophia Junk, Lisa Mayer, Gina Lückenkemper, Rebekka Haase                       | 42,15 | 0Q0        |
| 3         | 2    | Schweiz         | Salomé Kora, Sarah Atcho-Jaquier, Léonie Pointet, Mujinga Kambundji             | 42,38 | 0Q0        |
| 4         | 5    | Australien      | Ella Connolly, Bree Masters, Kristie Edwards, Torrie Lewis                      | 42,75 |            |
| 5         | 8    | Polen           | Magdalena Niemczyk, Krystsina Tsimanouskaya, Magdalena Stefanowicz, Ewa Swoboda | 42,86 |            |
| 6         | 4    | Italien         | Zaynab Dosso, Dalia Kaddari, Irene Siragusa, Arianna De Masi                    | 43,03 |            |
| –         | 3    | Belgien         | Rani Vincke, Rani Rosius, Elise Mehuys, Delphine Nkansa                         |       | 0DSQ0      |
| –         | 9    | Elfenbenskusten | Murielle Ahouré-Demps, Jessika Gbai, Maboundou Koné, Marie Josée Ta Lou-Smith   |       | 0DSQ0      |

#### Kval 2
| Placering | Bana | Nation              | Tävlande                                                                  | Tid   | Noteringar |
| --------- | ---- | ------------------- | ------------------------------------------------------------------------- | ----- | ---------- |
| 1         | 7    | Storbritannien      | Bianca Williams, Imani Lansiquot, Amy Hunt, Desiree Henry                 | 42,03 | 0Q0        |
| 2         | 6    | Frankrike           | Orlann Oliere, Gémima Joseph, Hélène Parisot, Chloé Galet                 | 42,13 | 0Q0        |
| 3         | 9    | Jamaica             | Alana Reid, Kemba Nelson, Shashalee Forbes, Tia Clayton                   | 42,35 | 0Q0        |
| 4         | 8    | Kanada              | Sade McCreath, Jacqueline Madogo, Marie-Éloïse Leclair, Audrey Leduc      | 42,50 | 0q0 NR0    |
| 5         | 5    | Nederländerna       | Isabel van den Berg, Marije van Hunenstijn, Minke Bisschops, Tasa Jiya    | 42,64 | 0q0        |
| 6         | 4    | Nigeria             | Justina Tiana Eyakpobeyan, Favour Ofili, Rosemary Chukwuma, Tima Godbless | 42,70 |            |
| 7         | 3    | Spanien             | Sonia Molina-Prados, Jaël Bestué, Paula Sevilla, María Isabel Pérez       | 42,77 |            |
| 8         | 2    | Trinidad och Tobago | Akilah Lewis, Sole Frederick, Sanaa Frederick, Leah Bertrand              | 43,99 |            |

### Final
| Placering | Bana   | Nation         | Tävlande                                                                  | Tid   | Notering |
| --------- | ------ | -------------- | ------------------------------------------------------------------------- | ----- | -------- |
| 1         | 5      | USA            | Melissa Jefferson, Twanisha Terry, Gabrielle Thomas, Sha'Carri Richardson | 41,78 |          |
| 2         | 8      | Storbritannien | Dina Asher-Smith, Imani-Lara Lansiquot, Amy Hunt, Daryll Neita            | 41,85 |          |
| 3         | 7      | Tyskland       | Alexandra Burghardt, Lisa Mayer, Gina Lückenkemper, Rebekka Haase         | 41,97 |          |
| 4         | 6      | Frankrike      | Orlann Oliere, Gémima Joseph, Hélène Parisot, Chloé Galet                 | 42,23 |          |
| 5         | 4      | Jamaica        | Alana Reid, Kemba Nelson, Shashalee Forbes, Tia Clayton                   | 42,29 |          |
| 6         | 3      | Kanada         | Sade McCreath, Jacqueline Madogo, Marie-Éloïse Leclair, Audrey Leduc      | 42,69 |          |
| 7         | 2      | Nederländerna  | Isabel van den Berg, Marije van Hunenstijn, Minke Bisschops, Tasa Jiya    | 42,74 |          |
| –         | 9      | Schweiz        | Salomé Kora, Sarah Atcho-Jaquier, Léonie Pointet, Mujinga Kambundji       |       | 0DSQ0    |
| Källa:    | Källa: | Källa:         | Källa:                                                                    | Vind: | Vind:    |